# Casas d' Além
Casas d'Além, é uma pequena aldeia da freguesia da Sabacheira, Município de Tomar, distrito de Santarém, Portugal.

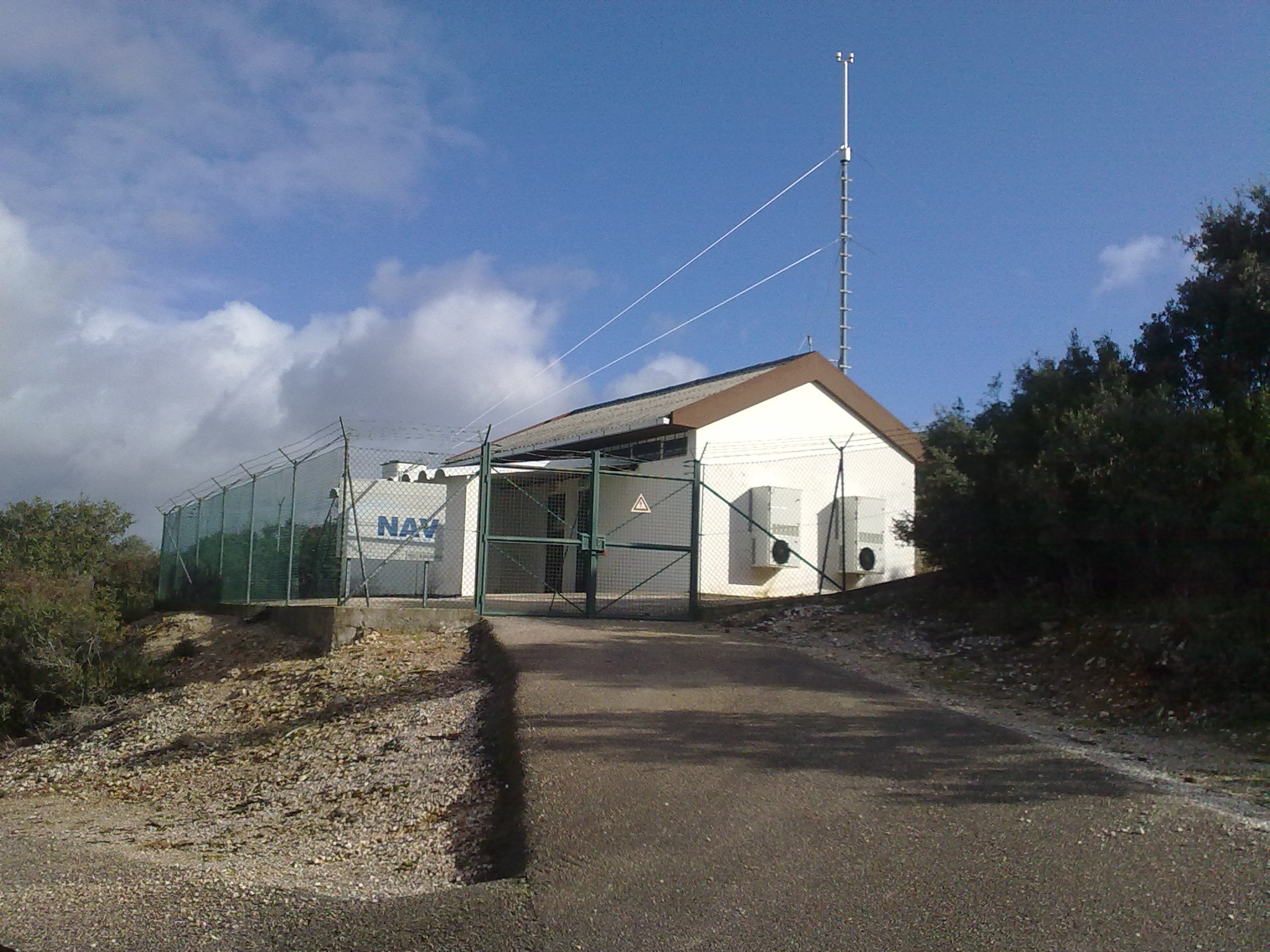
Equipamento de apoio à navegação aérea (NAV Portugal, E.P.E), em Casas de Além. Antigamente era apelidado de "Rádio Farol".

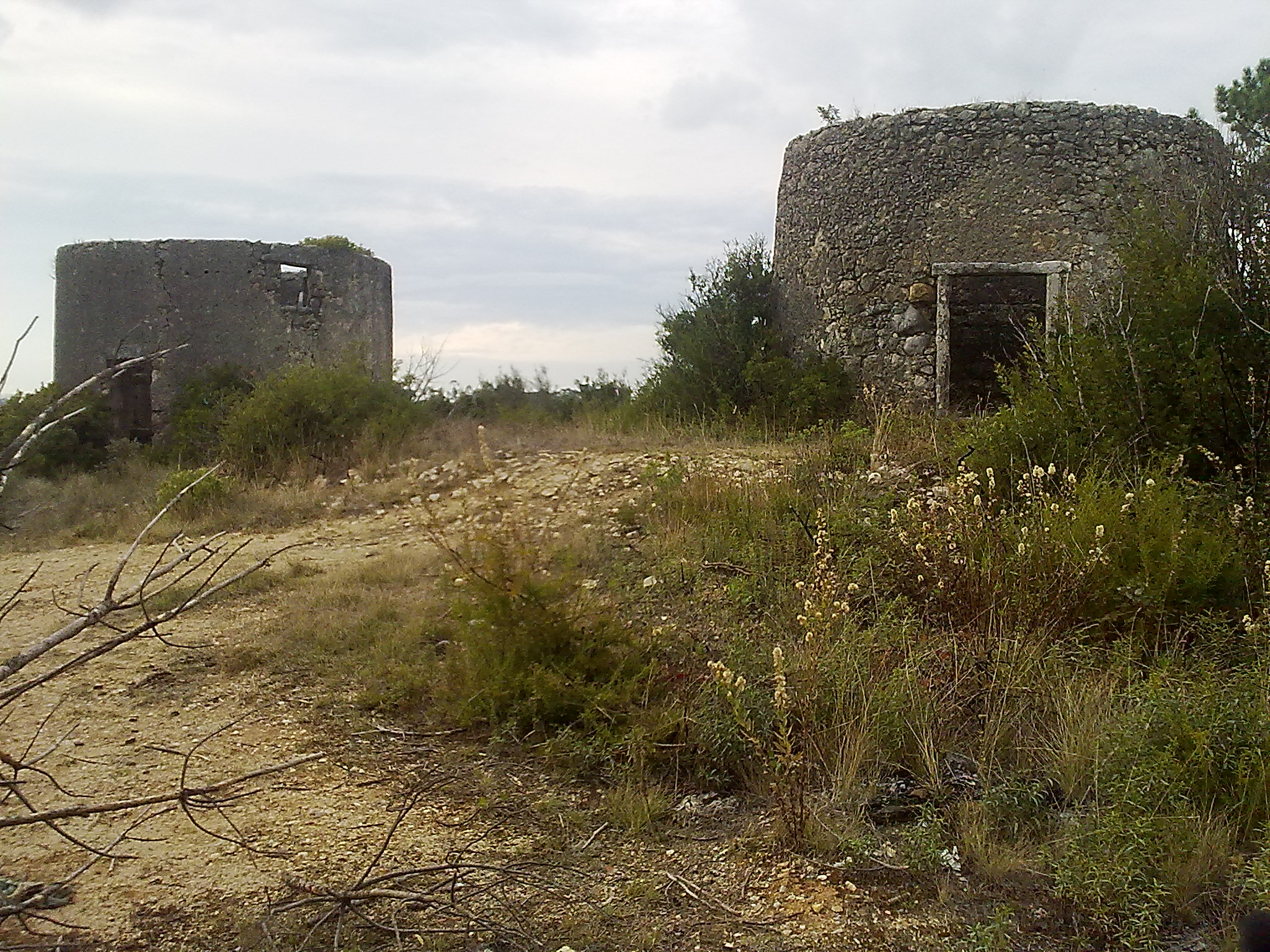
Ruínas de dois moinhos de vento em Casas d' Além, Sabacheira, Tomar, Portugal.

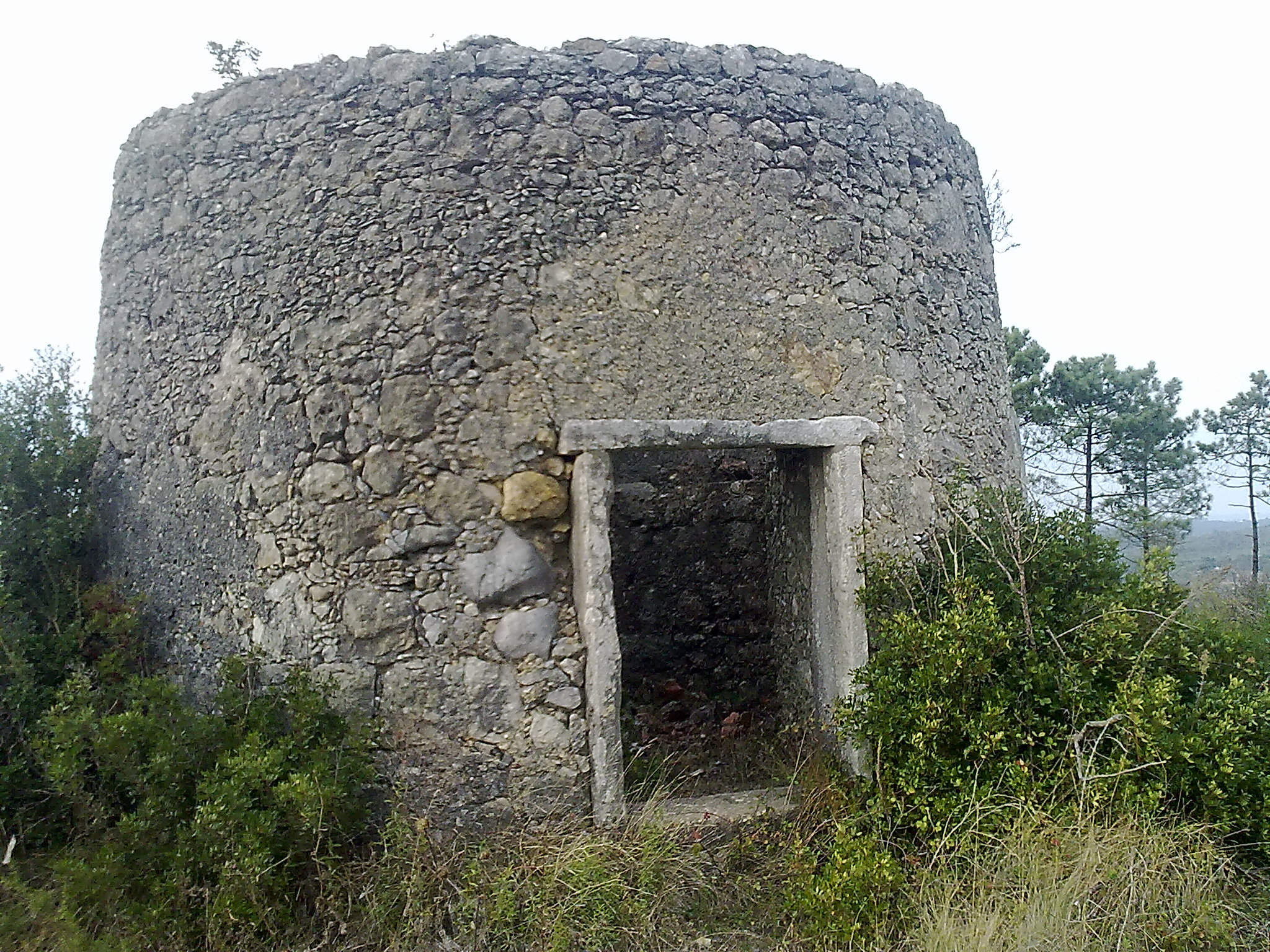
Pormenor das ruínas de um moinho de vento.

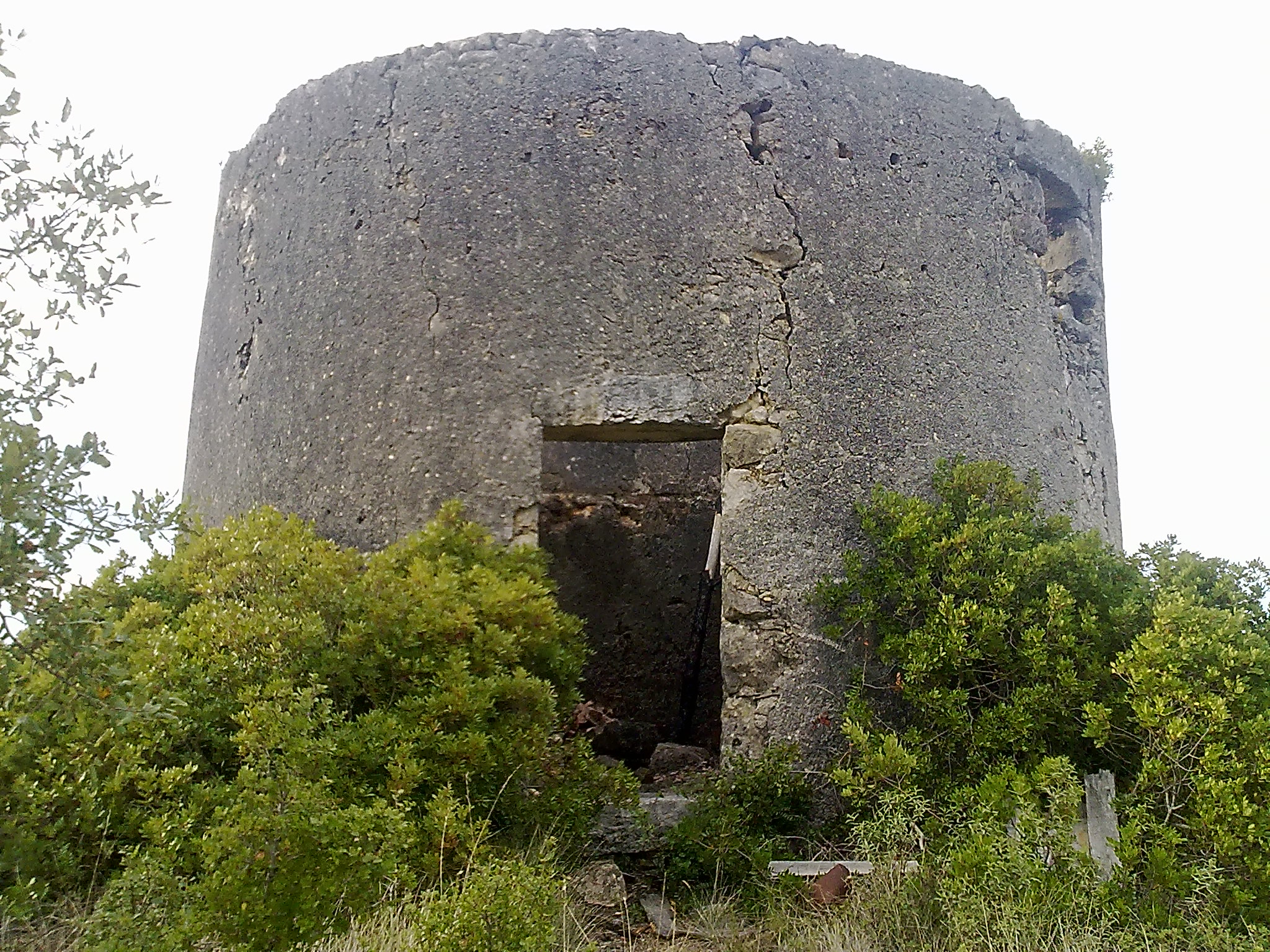
Pormenor das ruínas de um moinho de vento.